# Versicherungsamt
Ein Versicherungsamt ist eine Dienststelle der Kommunal- oder Gemeindeverwaltung, die in allen Angelegenheiten der deutschen Sozialversicherung Auskunft zu erteilen hat.

## Aufgaben
Nach § 93 Abs. 1 Satz 1 SGB IV haben die Versicherungsämter in allen Angelegenheiten der Sozialversicherung (gesetzliche Rentenversicherung, gesetzliche Unfallversicherung, gesetzliche Krankenversicherung, soziale Pflegeversicherung, Recht der Arbeitsförderung) Auskunft zu erteilen und die sonstigen, ihnen durch Gesetz oder durch sonstiges Recht übertragenen Aufgaben wahrzunehmen. Darüber hinaus haben sie Anträge auf Leistungen aus der Sozialversicherung entgegenzunehmen (§ 93 Abs. 2 Satz 1 SGB IV) und auf Verlangen des Versicherungsträgers den Sachverhalt aufzuklären, Beweismittel beizufügen, sich, soweit erforderlich zu den entscheidungserheblichen Tatsachen zu äußern und Unterlagen unverzüglich an den Versicherungsträger weiterzuleiten (§ 93 Abs. 2 Satz 2 SGB IV). 
Der Schwerpunkt bei den Tätigkeiten der Versicherungsämter liegt auf dem Gebiet der gesetzlichen Rentenversicherung. Sämtliche Dienstleistungen werden kostenfrei erbracht (§ 64 Abs. 1 SGB X).
Über das Landesrecht sind z. B. in Bayern nach Artikel 3 des Gesetzes zur Ausführung des Sozialgesetzbuches (AGSGB) die Aufgaben der Versicherungsämter dem Landratsamt (Staatliches Versicherungsamt) und der kreisfreien Gemeinde (Städtisches Versicherungsamt) übertragen.
Die Versicherungsämter üben ihre Aufgaben in eigener Zuständigkeit aus. Sie nehmen eigene Aufgaben wahr; sie handeln nicht im Auftrag der Versicherungsträger, denen sie weder ein- noch angegliedert sind, und sind an deren Weisungen nicht gebunden. Ihre Tätigkeit liegt zwar auch im Interesse der Versicherungsträger, indem sie diesen die Arbeit erleichtern und insbesondere im Falle eines Leistungsantrages einen Teil der für die Bearbeitung der Anträge nötigen Vorarbeiten leisten; ihnen obliegen aber keine Amtspflichten gegenüber den Versicherungsträgern. Vielmehr handeln ihre Bediensteten, wenn sie dem Bürger Auskunft erteilen, in Wahrnehmung des allgemeinen öffentlichen Interesses an einer gut funktionierenden Verwaltung. Ihre Tätigkeit dient nur den Interessen des Bürgers. Dem Auskunftsuchenden soll eine zusätzliche, möglichst ortsnahe und gut erreichbare Stelle zur Verfügung stehen, die für sein Auskunftsersuchen zuständig ist und ihm die Wahrnehmung, Verfolgung und Durchsetzung seiner sozialen Rechte erleichtert. Insoweit werden die Versicherungsämter anschaulich und zutreffend als Mittler zwischen Versicherungsträger und Versicherten bezeichnet. Entsprechend dieser Funktion hat jedermann einen Rechtsanspruch auf Auskunftserteilung. Allerdings sind die Versicherungsämter nicht von Amts wegen, sondern nur dann zur Auskunftserteilung verpflichtet, wenn ein entsprechendes Auskunftsersuchen vorliegt.

## Zuständigkeit
Zuständig ist danach das Versicherungsamt, in dessen Bezirk der Leistungsberechtigte zur Zeit des Antrags seinen Wohnsitz oder gewöhnlichen Aufenthalt oder seinen Beschäftigungsort oder Tätigkeitsort hat. Ist ein solcher im Inland nicht vorhanden, richtet sich die Zuständigkeit nach dem Ort, in dem zuletzt die genannten Voraussetzungen erfüllt waren.

## Bedeutung
Derzeit nehmen bundesweit über 400 Versicherungsämter und mehr als 12 000 Gemeinden Aufgaben nach dem Sozialgesetzbuch (SGB) wahr. Im Zuständigkeitsbereich der Deutschen Rentenversicherung Bund (früher BfA) wurden im Jahr 2000 etwa 30 % aller Rentenanträge von den Versicherungsämtern und Gemeinden aufgenommen. In einigen Bundesländern (z. B. in Baden-Württemberg und Bayern) liegt die Anzahl der dort aufgenommenen Leistungsanträge sogar bei circa 90 %. 

## Arbeitsgemeinschaften
Die kommunalen Stellen, die sich mit Aufgaben der Sozialversicherung beschäftigen, haben sich bundesweit und in einigen Bundesländern zu Arbeitsgemeinschaften zusammengeschlossen; dies gilt nicht nur für die Versicherungsämter als Versicherungsbehörden nach § 91 ff. SGB IV, sondern auch für viele kleinere und größere Kommunen.
Bundesweit gibt es seit 1991 die Bundesarbeitsgemeinschaft der Versicherungsämter (BAVers), in der weit mehr als die Hälfte der deutschen Versicherungsämter aktiv mitarbeiten.